# Quais de Paris
Der systematische Bau der Quais (Uferbefestigungen/-Straßen) der Seine und ihrer Zuflüsse in Paris begann mit den beiden Abschnitten Quai Anatole France (ab 1705, ursprünglich auch nach dem Stadtvogt C. Boucher d'Orsay benannt) und dem Quai d’Orsay (ab 1808). Erste Uferbefestigungen  baute man bereits ab 1313, beim späteren Quai de Nesle (heute Teil des Quais de Conti) und den Quai des Grands Augustins, an deren oberen Ende die Pont Saint-Michel als erste neue Steinbrücke gebaut wurde. Sie alle sind heute mit dem Fluss und seinen Brücken ein Weltkulturerbe (Liste der UNESCO; seit 1991 unter dem Namen Les berges de la Seine à Paris, im ICOMOS-Archiv des Weltkulturerbes)
Nach einer langen Abfolge von Überflutungen der Stadtviertel und Zerstörungen der Holzbrücken durch Hochwässer, dienten sie als Bollwerke gegen das Wasser und zugleich als Anleger für die Versorgungsschiffe. Erst später wurden sie Verkehrswege für Autos oder Flaniermeilen für die Freizeit und die Touristen. Auf dem 1736 weitgehend maßstäblich aufgenommenem Plan de Turgot – nach dem damals verantwortlichen Prévôt des marchands, Michel-Étienne Turgot (1690–1751), erschienen 1739 – sind gut die vielen damals noch unbefestigten Uferstreifen zu erkennen.
Administrativ bildet die Seine vielfach die Grenze zwischen den zwanzig Bezirken (Arrondissementen) der französischen Hauptstadt. Die Uferstraßen werden vielfach zu deren Beschreibung verwendet.

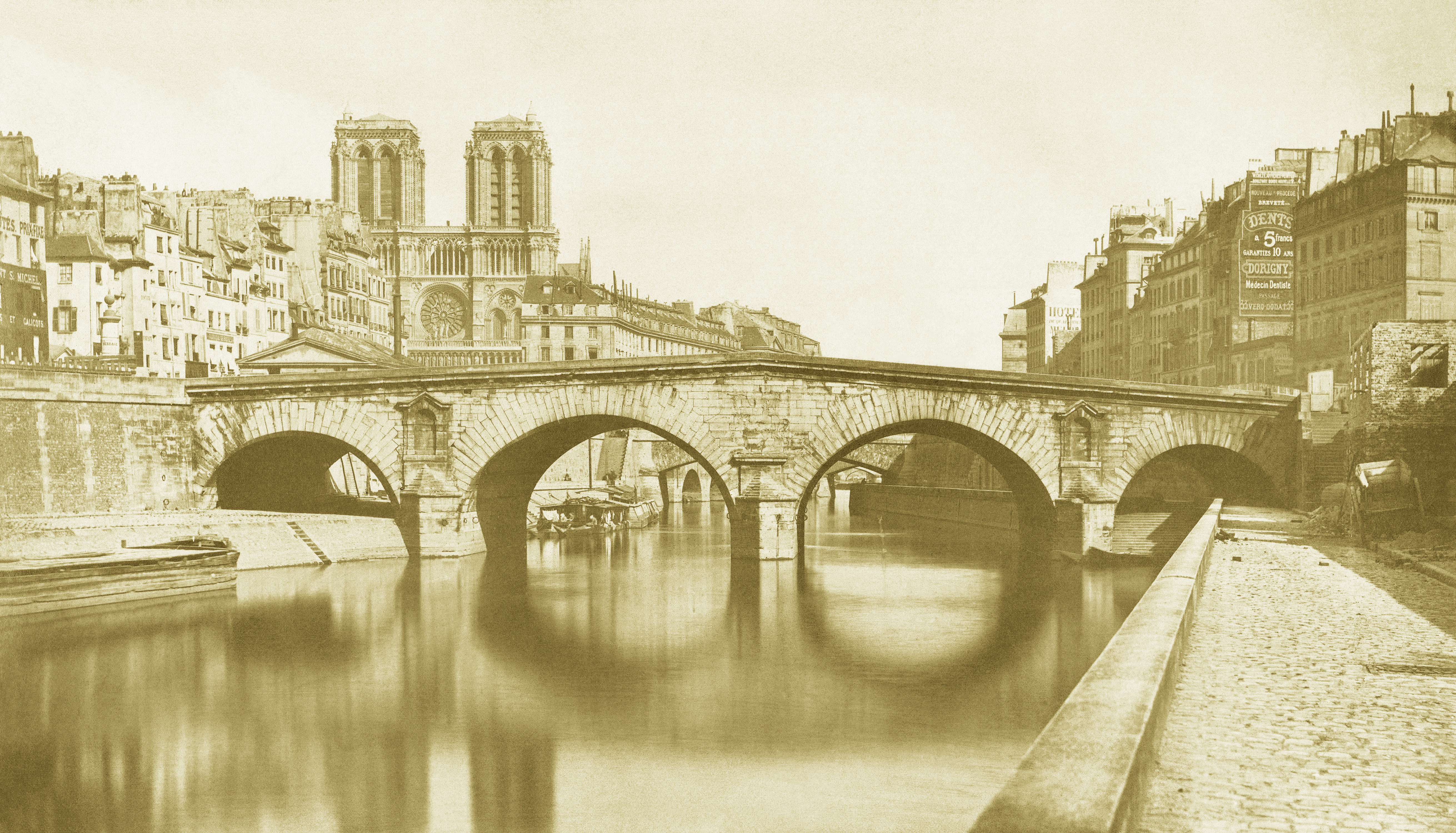
Quais bei der damaligen Pont Saint-Michel, Fotografie 1857

## Die Abfolge der Quais
Am nördlichen Ufer (Rive droite): • Bercy · Rapée · Henri-IV · Célestins · Hôtel-de-Ville · Gesvres · Mégisserie · Louvre · François-Mitterrand · Aimé-Césaire · Tuileries · Louis-Blériot · Saint-Exupéry •

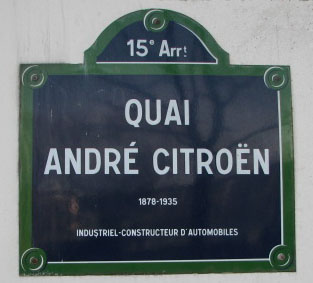
Straßenschild A. Citroën

Am südlichen Ufer (Rive gauche): • Ivry · Panhard-et-Levassor · François-Mauriac · Gare · Austerlitz · Saint-Bernard · Tournelle · Montebello · Saint-Michel · Grands-Augustins · Conti · Malaquais · Voltaire · Anatole-France · Orsay · Branly · Grenelle · André-Citroën · Issy-les-Moulineaux •
Auf der Île de la Cité: • Horloge · Corse · Fleurs · Archevêché · Marché-Neuf · Orfèvres
Auf der Île Saint-Louis: • Bourbon · Anjou · Béthune · Orléans •
Entlang vom Canal Saint-Martin: • 10. Arr: 11. Arr: 12. Arr: 19. Arr: xxxx •

## Liste der Pariser Quais
(alphabetisch sortiert nach dem ersten Hauptbegriff oder Namen)
Name | Arrond. | Uferseite, Gewässer | Quai-Länge (m)
- Quai de l’Allier | 19. Arr. | Canal Saint-Denis, Rechtes Ufer | 370 m
- Quai Anatole France | 7. Arr. | Seine, Linkes Ufer | 585 m
- Quai André Citroën | 15. Arr. | Seine, Linkes Ufer | 450 m
- Quai d’Anjou | 4. Arr. | Seine, Île Saint-Louis | 313 m
- Quai de l’Archevêché | 4. Arr. | Seine, Île de la Cité | 100 m
- Quai d’Austerlitz | 13. Arr. | Seine, Linkes Ufer | 901 m
- Quai de Bercy | 12. Arr. | Seine, Rechtes Ufer | 1 971 m
- Quai de Béthune | 4. Arr. | Seine, Île Saint-Louis | 365 m
- Quai de Bourbon | 4. Arr. | Seine, Île Saint-Louis | 367 m
- Quai Branly | 7. +15. Arr. | Seine, Linkes Ufer| 1 360 m
- Quai des Célestins | 4. Arr. | Seine, Rechtes Ufer | 400 m
- Quai de la Charente | 19. Arr. | Canal Saint-Denis, Rechtes Ufer | 790 m
- Quai de Conti | 6. Arr. | Seine, Linkes Ufer | 307 m
- Quai de la Corse-Pasquale Paoli | 4. Arr. | Seine, Île de la Cité | 280 m
- Quai aux Fleurs | 4. Arr. | Seine, Île de la Cité | 280 m
- Quai François Mauriac | 13. Arr. | Seine, Linkes Ufer | 475 m
- Quai François Mitterrand | 1. Arr. | Seine, Rechtes Ufer | 710 m
- Quai de la Gare | 13. Arr. | Seine, Linkes Ufer | 240 m
- Quai de la Garonne | 19. Arr. | Darse du fond de Rouvray, Ouest | 140 m
- Quai de Gesvres | 4. Arr. | Seine, Rechtes Ufer | 258 m
- Quai de la Gironde | 19. Arr. | Canal Saint-Denis, Linkes Ufer | 740 m
- Quai des Grands Augustins | 6. Arr. | Seine, Linkes Ufer | 354 m
- Quai de Grenelle | 15. Arr. | Seine, Linkes Ufer | 740 m
- Quai Henri IV | 4. Arr. | Seine, Rechtes Ufer | 500 m
- Quai de l’Horloge | 1. Arr. | Seine, Île de la Cité | 352 m
- Quai de l’Hôtel de Ville | 4. Arr. | Seine, Rechtes Ufer | 535 m
- Quai d’Issy-les-Moulineaux | 15. Arr. | Seine, Linkes Ufer | 600 m
- Quai d’Ivry | 13. Arr. | Seine, Linkes Ufer | 340 m
- Quai de Jemmapes | 10. Arr. | Canal Saint-Martin, Linkes Ufer | 1615 m
- Quai de la Loire | 19. Arr. | Bassin de la Villette, Linkes Ufer | 850 m
- Quai du Lot | 19. Arr. | Canal Saint-Denis, Linkes Ufer | 345 m
- Quai Louis Blériot | 16. Arr. | Seine, Rechtes Ufer | 1 620 m
- Quai du Louvre | 1. Arr. | Seine, Rechtes Ufer | 080 m
- Quai Malaquais | 6. Arr. | Seine, Linkes Ufer | 330 m
- Quai du Marché Neuf-Maurice Grimaud | 4. Arr. | Seine, Île de la Cité | 155 m
- Quai de la Marne | 19. Arr. | Canal de l’Ourcq, Linkes Ufer | 610 m
- Quai de la Mégisserie | 1. Arr. | Seine, Rechtes Ufer | 315 m
- Quai de Metz | 19. Arr. | Darse du fond de Rouvray, Ouest | 108 m
- Quai de Montebello | 5. Arr. | Seine, Linkes Ufer | 314 m
- Quai de l’Oise | 19. Arr. | Canal de l'Ourcq, Rechtes Ufer | 650 m
- Quai des Orfèvres | 1. Arr. | Seine, Île de la Cité | 366 m
- Quai d’Orléans | 4. Arr. | Seine, Île Saint-Louis | 275 m
- Quai d’Orsay | 7. Arr. | Seine, Linkes Ufer | 1 270 m
- Quai Panhard et Levassor | 13. Arr. | Seine, Linkes Ufer | 680 m
- Quai de la Rapée | 12. Arr. | Seine, Rechtes Ufer | 890 m
- Quai Saint-Bernard | 5. Arr. | Seine, Linkes Ufer | 767 m
- Quai Saint-Exupéry | 16. Arr. | Seine, Rechtes Ufer | 630 m
- Quai Saint-Michel | 5. Arr. | Seine, Linkes Ufer | 157 m
- Quai de la Seine | 19. Arr. | Bassin de la Villette, Rechtes Ufer | 850 m
- Quai de la Tournelle | 5. Arr. | Seine, Linkes Ufer | 420 m
- Quai des Tuileries | 1. Arr. | Seine, Rechtes Ufer | 895 m
- Quai de Valmy | 10. Arr. | Canal Saint-Martin, Rechtes Ufer | 1 720 m
- Quai Valéry Giscard d’Estaing | 7. Arr. | Seine, Linkes Ufer
- Quai Voltaire | 7. Arr. | Seine, Linkes Ufer | 308 m

## Ikonographie

### Auf bekannten Bildern

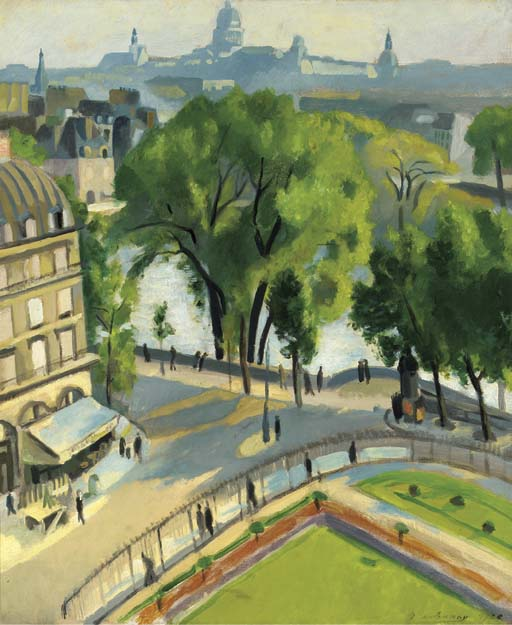
Qu.d.Louvre, 1928, Robert Delaunay.
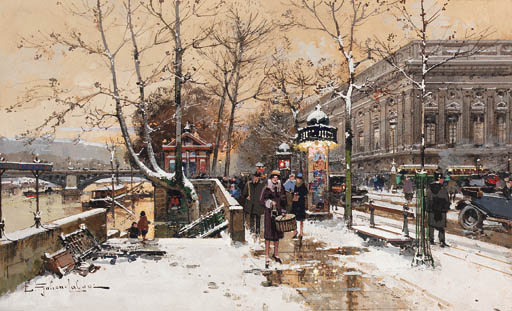
Qu.d.Louvre, 1941, Eugène Galien-Laloue.

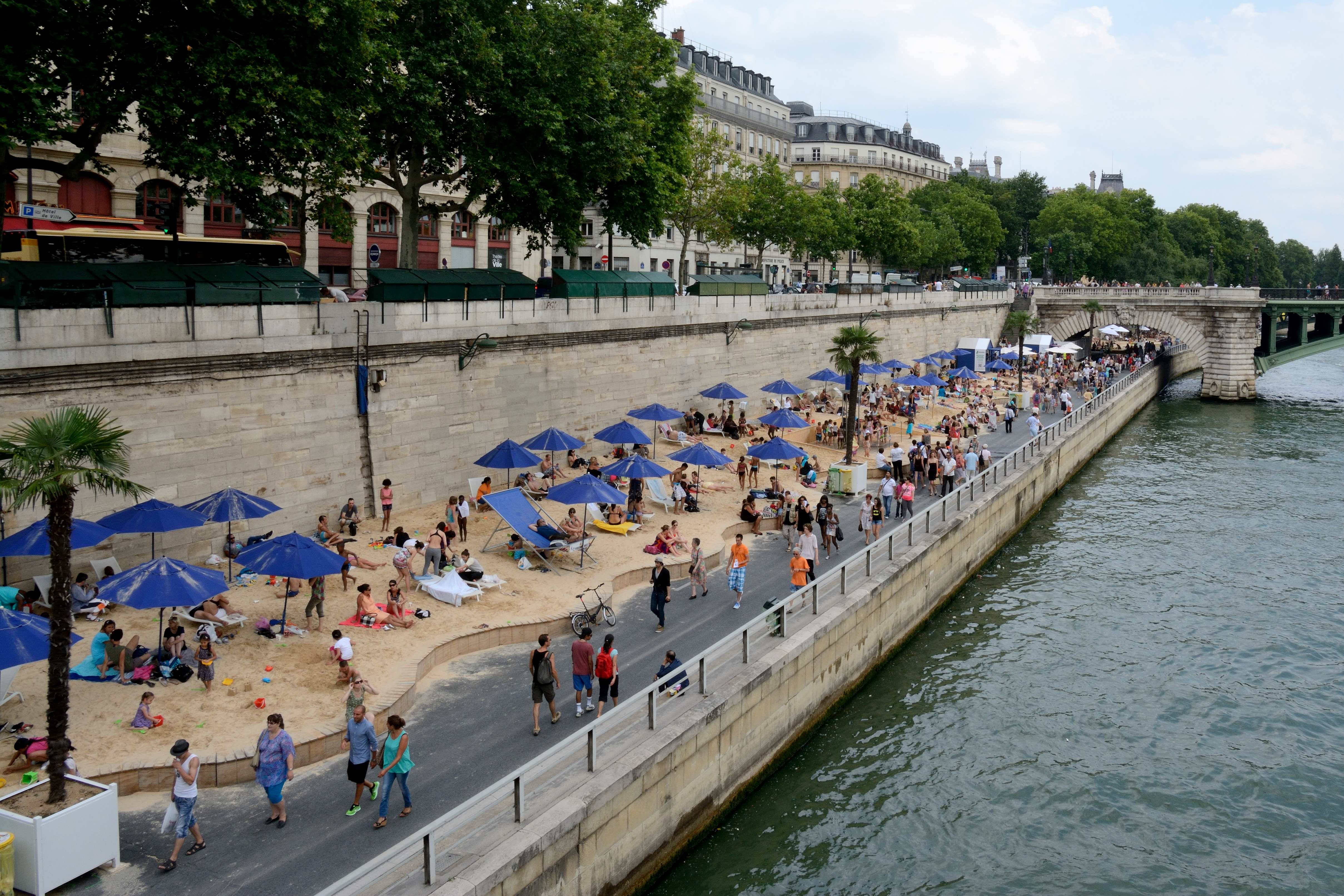
Paris-Plages, 2013